# Smartisan
Smartisan Technology Co., Ltd. (кит. 锤子科技) — китайская компания, занимающаяся выпуском смартфонов средне-высокого и флагманского сегмента, а также разрабатывающая прошивку Smartisan OS для Android-устройств. Основана в Пекине в 2012 году известным китайским предпринимателем Ло Юнхао.

## История
Компания Smartisan была основана 28 мая 2012 года в Пекине известным предпринимателем и общественным деятелем Ло Юнхао. Это был его первый опыт в сфере электроники: до этого Ло имел известность в Китае как мелкий предприниматель, основатель системы электронного обучения английскому языку и гражданский активист. Название компании было выбрано как сочетание слов англ. smart (сокращение от «смартфон») и англ. artisan (мастер, творец, искусный деятель ручного труда) и означает «ремесло в эпоху смартфонов». Логотипом компании был выбран инструмент труда — молоток.
27 марта 2013 года была выпущена прошивка Smartisan OS на базе AOSP, ставшая достаточно[уточнить] популярной среди гиков.
20 мая 2014 года Ло Юнхао провёл в Национальном конференц-центре в Пекине презентацию первого смартфона компании — Smartisan T1. На мероприятии присутствовали больше 5000 человек, а её прямую трансляцию на китайских видеосервисах просмотрели больше 10 млн раз. Масштабное мероприятие было названо самым успешным запуском смартфона в истории Китая. Устройство относилось к флагманскому сегменту и работало под управлением Smartisan OS.
Через некоторое время компания за 320 тысяч долларов выкупила доменное имя t.tt, перенаправляющее на её официальный китайский сайт.

Презентация смартфона Smartisan R1 на Олимпийском стадионе Пекина

В 2018 году в ряде китайских источников появилась информация о тяжёлом финансовом положении Smartisan. Публикации об этом были перепечатаны и в российских СМИ, что привело к конфликту российского офиса Smartisan и издания Mobiltelefon.ru.
В 2019 году было объявлено о сотрудничестве Smartisan и ByteDance, в рамках которого планируется создать социальный смартфон для активных пользователей видеоблог-сервиса TikTok.

## Устройства

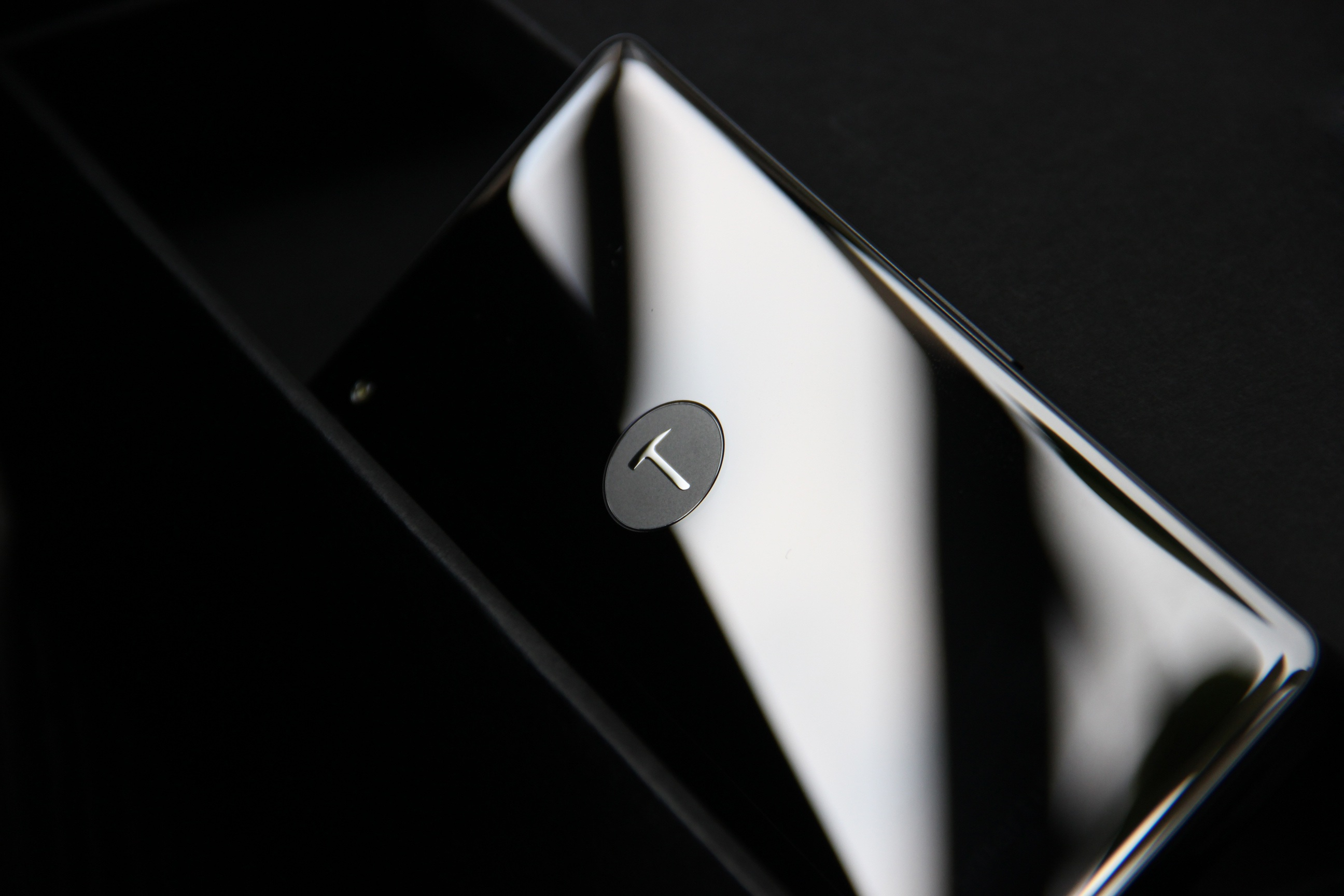
Smartisan T1

Смартфоны для внешнего рынка получили название Nut (англ. nut — гайка).
- Smartisan T1 — самое первое устройство.
- Smartisan U1
- Smartisan T2
- Smartisan M1
- Smartisan M1L
- Smartisan U2 Pro (Nut Pro)
- Smartisan U3 Pro (Nut Pro 2)
- Smartisan U3 (Nut 3)
- Smartisan R1 — первый в мире с 1 ТБ встроенной памяти.
- Smartisan Nut Pro 2S (OE116)
- Smartisan Nut Pro 3 — существует его версия для TikTok.

Также выпускается Smartisan TNT Workstation — серия рабочих станций, представляющих собой монитор с камерой, аудиосистемой и набором разъёмов, предназначенный для подключения к смартфону Smartisan. Модели: ZB133TF, ZB156TF и ZB156UT. В Китае продаётся под названием GoBiggeR.
Прочие устройства — колонка SS100, беспроводные нашейные наушники DS200, проводные наушники, очиститель воздуха KJ800G (две модификации JT01 и JT02).